# ウヘルスケー・フラジシュチェ
ウヘルスケー・フラジシュチェ （チェコ語: Uherské Hradiště [ˈuɦɛrskɛː ˈɦraɟɪʃcɛ]、ドイツ語: Ungarisch Hradischウンガリッシュ・フラディシュ、ハンガリー語:Magyarhradis）は、チェコ、ズリーン州の都市。モラヴィア地方に属する。

## 地理
モラヴァ川の支流オルシャヴァ川の南にある。

## 歴史
1257年、プシェミスル朝のオタカル2世は、モラヴァ川に浮かぶ島の上にノヴィー・ヴェリグラド（Nový Veligrad）という都市を築いた。14世紀にはフラジシュチェの名でボヘミア王国王立都市とされた。17世紀、市名に『ハンガリーの』を意味するウヘルスケーが付け加えられた。
オーストリア支配時代には、ウンガリッシュ・フラディシュに郡都（de）機能が置かれていた。
ウヘルスケー・フラジシュチェは、チェコ南東部モラヴィア地方からスロバキア南西部にまたがる、モラヴスケー・スロヴェンスコ地方（Moravské Slovensko、cs、モラヴィア・スロバキア地方とも ）の中心地である。民俗伝承や音楽、民族衣装、方言がチェコの他地域と異なる。

## 姉妹都市
- ブリッジウォーター、イギリス
- マイエン、ドイツ
- スカリツァ、スロバキア
- トレンチーン、スロバキア

## 出身者
- ペトル・ネチャス
- ヒプノス（デスメタルバンド）